# Baby! Baby! Baby! (AKB48の曲)
「Baby! Baby! Baby!」（ベイビー ベイビー ベイビー）は、日本の女性アイドルグループ・AKB48の楽曲。楽曲は秋元康により作詞、上杉洋史により作曲されている。2008年6月13日にAKB48のメジャー9作目のシングルとしてAKSから発売された。楽曲のセンターポジションは前田敦子が務めた。本項では『Baby! Baby! Baby! ビデオクリップコレクションDVD』についても記述する。

## 背景とリリース
当楽曲はAKB48初の配信限定曲であり、NTTドコモのiモードとNapsterにより限定配信された。着うたのみ、6月1日より先行配信された。また、これまでAKB48はメジャーレーベルのデフスターレコーズから8作のシングルを発売してきたが、本作はインディーズ2ndシングル『スカート、ひらり』以来のAKSからの発売（配信）となった。
2008年6月1日に、Music&Videoチャネルに「AKB48公式チャネル」がオープンし、メイキング映像やミュージック・ビデオなどを配信している。
楽曲のセンターポジションは前田敦子。初選抜は大堀恵。梅田彩佳は『会いたかった』以来、川崎希は『桜の花びらたち』以来、中西里菜は『僕の太陽』以来の復帰。多田愛佳・成田梨紗・平嶋夏海・松原夏海が選抜から外れた。中西は今作が最後の選抜となった。
ジャケット写真は2種類存在し、初期のジャケット選抜メンバーは大島麻衣・小嶋陽菜・篠田麻里子・前田敦子・渡辺麻友の5人。
この曲は、配信のみでCDのリリースは見送りとなり、そのことからAKB48のメンバーやスタッフの間にAKB48はもう終わりかも知れないという空気が蔓延することになったという。AKB48史上で、この時が一番危機的な状況だったかもしれないと言われている。
楽曲は2008年6月10日 - 23日のナップスター週間トラックランキングで53位を記録（その後の推移は78位→459位→圏外）。6月期の邦楽・Jポップダウンロードランキングでは1位を記録した（総合ダウンロードランキングでは47位）。6月期には楽曲の別バージョンである「情熱の祈りバージョン」が邦楽・Jポップダウンロードランキングで4位（総合98位）を記録している。タワレコ公式フルでは楽曲の「追憶の太陽バージョン」が6月期総合ダウンロードランキング2位を記録。
楽曲のミュージック・ビデオのクリエイティブディレクターは小山田彰男、監督は森祐樹。衣装（スタジオでの撮影部分）のコンセプトは、1960年代。屋外ロケは、東京都江東区東陽の「ホテルイースト21東京」ガーデンプールで行われた。
NHKの音楽番組『MUSIC JAPAN』では前田敦子の卒業時点ではこの曲のみ未収録であったため、前田敦子の卒業記念番組の中で上述の旨を説明したのち、前田の卒業に合わせ収録し、放送された。
楽曲はTBS系『アッコにおまかせ!』エンディングテーマに起用された。ファミリー劇場『AKB48 ネ申テレビ』・『AKB48 ネ申テレビSpecial』オープニングテーマにも使われている。
楽曲はのちに「Baby! Baby! Baby! Baby!」というタイトルでアルバム『神曲たち』に収録されている。こちらのバージョンでは選抜メンバーがオリジナルから変更されている。このため、オリジナルの音源がアルバムならびにCDに収録されたのは2015年発表のベストアルバム『0と1の間』 (Complete Singles) が初となった。

## シングル収録トラック

### AKB48 Mobile（FOMA）
| #  | タイトル                                | 作詞   | 作曲     | 編曲     |
| -- | --------------------------------------- | ------ | -------- | -------- |
| 1. | 「Baby! Baby! Baby!（着うたフル）」     | 秋元康 | 上杉洋史 | CHOKKAKU |
| 2. | 「Baby! Baby! Baby!（AメロBメロver.）」 |        |          |          |
| 3. | 「Baby! Baby! Baby!（サビver.）」       |        |          |          |

### Napster（うたホーダイ・PC）
| #  | タイトル                                       | 作詞   | 作曲     | 編曲           |
| -- | ---------------------------------------------- | ------ | -------- | -------------- |
| 1. | 「Baby! Baby! Baby!」                          | 秋元康 | 上杉洋史 | CHOKKAKU       |
| 2. | 「Baby! Baby! Baby! 〜情熱の祈りバージョン〜」 | 秋元康 | 上杉洋史 | 野中“まさ”雄一 |
| 3. | 「夢を死なせるわけにいかない」                 | 秋元康 | Shusui   | 景家淳         |
| 4. | 「初日」                                       | 秋元康 | 岡田実音 | 市川裕一       |

### ナップスター タワレコ公式フル
| #  | タイトル                                       | 作詞   | 作曲     | 編曲     |
| -- | ---------------------------------------------- | ------ | -------- | -------- |
| 1. | 「Baby! Baby! Baby!」                          | 秋元康 | 上杉洋史 | CHOKKAKU |
| 2. | 「Baby! Baby! Baby! 〜追憶の太陽バージョン〜」 | 秋元康 | 上杉洋史 | 萩田光雄 |
| 3. | 「Baby! Baby! Baby 〜Instrumental〜」          |        |          |          |

| #  | タイトル                                          | 作詞 | 作曲・編曲 |
| -- | ------------------------------------------------- | ---- | ---------- |
| 1. | 「Baby! Baby! Baby!」(6月13日夜配信)              |      |            |
| 2. | 「メンバー別スペシャルバージョン」(6月13日夜配信) |      |            |
| 3. | 「メンバー別スペシャルバージョン」(6月16日夜配信) |      |            |

| #  | タイトル                                                      | 作詞 | 作曲・編曲 |
| -- | ------------------------------------------------------------- | ---- | ---------- |
| 1. | 「板野友美・峯岸みなみ・河西智美メイキング映像」(7月16日配信) |      |            |
| 2. | 「秋元才加・梅田彩佳・宮澤佐江メイキング映像」(7月16日配信)   |      |            |
| 3. | 「小嶋陽菜・前田敦子・小野恵令奈メイキング映像」(7月16日配信) |      |            |
| 4. | 「柏木由紀・菊地彩香・渡辺麻友メイキング映像」(7月18日配信)   |      |            |
| 5. | 「高橋みなみ・中西里菜・大島優子メイキング映像」(7月25日配信) |      |            |
| 6. | 「川崎希・佐藤由加理・大堀恵メイキング映像」(8月1日配信)      |      |            |
| 7. | 「大島麻衣・篠田麻里子メイキング映像」(8月8日配信)            |      |            |
| 8. | 「『Baby! Baby! Baby!』チームB劇場公演映像」(8月15日配信)     |      |            |
| 9. | 「『Baby! Baby! Baby!』チームK劇場公演映像」(8月22日配信)     |      |            |

### ナップスター タワレコ公式
| #  | タイトル                                | 作詞 | 作曲 | 編曲 |
| -- | --------------------------------------- | ---- | ---- | ---- |
| 1. | 「Baby! Baby! Baby!（イントロ）」       |      |      |      |
| 2. | 「Baby! Baby! Baby!（AメロBメロver.）」 |      |      |      |
| 3. | 「Baby! Baby! Baby!（サビver.）」       |      |      |      |

## AKB48チャネル
金曜日に全11回14本配信。
| #   | タイトル                                                      | 作詞 | 作曲・編曲 |
| --- | ------------------------------------------------------------- | ---- | ---------- |
| 1.  | 「Making Introduction by 前田敦子」(6月6日配信)               |      |            |
| 2.  | 「『Baby! Baby! Baby!』PVフルバージョン」(6月13日配信)        |      |            |
| 3.  | 「板野友美・峯岸みなみ・河西智美メイキング映像」(6月20日配信) |      |            |
| 4.  | 「ミニドラマ「セレブ in パリ」」(6月20日配信)                 |      |            |
| 5.  | 「秋元才加・梅田彩佳・宮澤佐江メイキング映像」(6月27日配信)   |      |            |
| 6.  | 「小嶋陽菜・前田敦子・小野恵令奈メイキング映像」(7月4日配信)  |      |            |
| 7.  | 「ミニドラマ「カメラを見つけた原始人」」(7月4日配信)          |      |            |
| 8.  | 「柏木由紀・菊地彩香・渡辺麻友メイキング映像」(7月11日配信)   |      |            |
| 9.  | 「高橋みなみ・中西里菜・大島優子メイキング映像」(7月18日配信) |      |            |
| 10. | 「ミニドラマ「セクシーSHOW」」(7月18日配信)                   |      |            |
| 11. | 「川崎希・佐藤由加理・大堀恵メイキング映像」(7月25日配信)     |      |            |
| 12. | 「大島麻衣・篠田麻里子メイキング映像」(8月1日配信)            |      |            |
| 13. | 「『Baby! Baby! Baby!』チームB劇場公演映像」(8月8日配信)      |      |            |
| 14. | 「『Baby! Baby! Baby!』チームK劇場公演映像」(8月15日配信)     |      |            |

## Baby! Baby! Baby! ビデオクリップコレクションDVD
販売レーベルはAKS。2008年8月30日発売。DVDには「version PINK」「version BLUE」「version GREEN」の3種類ある。PINKはナップスター タワレコ公式フルで配信されたメンバー別のビデオクリップとオリジナル版のミュージックビデオを収録している。BLUEはAKB48チャネルで配信されたメンバー別のメイキング映像を収録している。GREENは各チームごとの公演での映像やテレビCMなどを収録している。これら3種をセットにした「Box Set」も存在する。

## 選抜メンバー
- 秋元才加
- 板野友美
- 梅田彩佳
- 大島麻衣
- 大島優子
- 大堀恵
- 小野恵令奈
- 河西智美
- 柏木由紀
- 川崎希
- 菊地彩香
- 小嶋陽菜
- 佐藤由加理
- 篠田麻里子
- 高橋みなみ
- 中西里菜
- 前田敦子
- 峯岸みなみ
- 宮澤佐江
- 渡辺麻友